# Charles Grandet
Charles Grandet est un personnage de La Comédie humaine d’Honoré de Balzac, né en 1797. Il apparaît essentiellement dans Eugénie Grandet.
En 1819, il arrive à Saumur où il découvre avec effroi la triste maison de son oncle Félix Grandet, qui lui annonce ce même jour la faillite de son père et sa mort.
À Paris, Charles a une maîtresse, Annette, à laquelle il écrit pour lui annoncer son prochain départ pour les Indes où il va tenter fortune. Devant le tribunal de Saumur, il signe une renonciation à la succession de son père. Il promet à sa cousine Eugénie qu'il l'épousera dès son retour et il s'embarque à Nantes. En Indonésie, puis aux Indes, puis aux États-Unis, il se fait marchand d'esclaves sous le pseudonyme de Carl Shepherd. Il fait effectivement fortune en vendant des Chinois, des enfants, des Noirs.
Sur le bateau du retour, il rencontre madame d'Aubrion, qui a une fille à marier. Il annonce ses fiançailles avec mademoiselle d'Aubrion dans une lettre qu'il envoie à Eugénie.
En forme de réponse, Eugénie lui envoie Bonfons Cruchot, devenu le président Cruchot de Bonfons, mandaté pour lui donner la quittance de la faillite de son père, le libérant ainsi de toute obligation. Bonfons lui apprend le montant colossal de la fortune d'Eugénie, ce qui ne change rien aux projets de Charles : il épouse mademoiselle d'Aubrion et devient de ce fait le vicomte d'Aubrion, puis le comte d'Aubrion.
En 1829, dans La Maison Nucingen, il demande à Eugène de Rastignac, de lui faire avoir des actions dans les mines de Wortschin, opération financière montée par Frédéric de Nucingen, dans laquelle il perd un tiers de sa fortune. Émile Blondet rappelle à ce moment-là la faillite de son père Guillaume Grandet.
Pour les références, voir :
- Liste alphabétique des personnages d'Honoré de Balzac